# 안드레 리언 탤리
안드레 리언 탤리(영어: André Leon Talley, 1948년 10월 16일~2022년 1월 18일)은 미국의 패션 언론인이자, 보그의 편집자이다. 《도전! 슈퍼모델》에서 심사위원으로도 활동하였다.